# 서도소리
서도(西道)소리는 황해도와 평안도 지역, 즉 서도지방에서 전승되는 민요·잡가 등 관서(關西) 지방의 소리를 가리킨다. 1969년 9월 27일 대한민국의 국가무형문화재 제29호로 지정되었다.

## 개요
서도소리는 황해도와 평안도 지방(서도지역)에서 전승되던 민요나 잡가 등을 말하며, 언제부터 부르기 시작하였는지 정확한 시기는 알 수 없다. 서도소리는 평안도 민요와 황해도 민요, 서도잡가, 한시를 읊은 시창(詩唱)과 극적 구성을 띠고 있는 배뱅이굿이 있다.
평안도 민요에는 수심가, 엮음수심가, 긴아리, 자진아리, 안주애원성 등이 있는데, 조선 전기부터 서도지방 사람들의 벼슬길이 막히자 그 설움을 푸념으로 읊은 수심가가 가장 유명하다. 평안도 소리는 일반적으로 레, 미, 솔, 라, 도의 다섯 음으로 구성되어 있는데, 떠는 음인 ‘라’에서 완전 5도 내려가는 것으로 선율의 골격을 이루고 있다. 대체로 사설이 길며 장단도 일정하지 않아 적당히 사설에 맞추어 치는 것이 특징이다.
황해도 민요에는 긴난봉가, 자진난봉가, 병신난봉가, 사설난봉가, 산염불, 자진염불, 몽금포타령 등이 있는데 난봉가와 산염불이 유명하다. 황해도 소리는 평안도 소리와 함께 서도소리의 일반적인 선율형태를 나타내고 있으나 그 선율진행에 있어서는 조금 다르다. 또한 평안도 민요에 비하여 일정한 장단을 가지고 있으며, 밝고 서정적이다.
서도잡가는 서도입창에 반대되는 말로서 앉아서 부르는 소리이며, 공명가, 사설공명가, 초한가, 제전, 추풍감별곡 등이 있는데 이 중 공명가가 유명하다. 서도잡가는 긴 사설을 가지고 있으며, 장단은 노래말의 자수에 따라 불규칙적이다. 끝을 여밀 때는 반드시 수심가조로 끝나는 공통점이 있다.
서도소리의 가락은 흔히 수심가토리라고 하여 대개 위에서부터 질러내며, 위의 음은 흘려 내리고, 가운데 음은 심하게 떨며, 아래의 음은 곧게 뻗는 특이한 선율 진행을 보여주고 있어서 이들 소리를 느긋하게 부르면 구슬픈 느낌을 주게 된다. 서도소리 창법은 좀 특이한데 속청과 본청이 있어서 속청은 속소리로 당겨서 직선타법으로 잘게 떠는 소리, 본청 같은 경우 두성과 뒷덜미로 당겨서 음을 사용하는 것이 특징이다.
서도소리는 예로부터 대륙과 인접한 거친 풍토에서 북방 이민족과 함께 겨루며 굳세게 살아온 서도지방민들의 생활속에서 면면이 이어져 내려온 소리로, 노랫가락에도 그들의 생활감정이 잘 드러나 있다.
현재 국가무형문화재로 지정된 세부 기·예능에는 수심가, 관산융마, 배뱅이굿이 있다. 배뱅이굿은 흔히 남도의 판소리와 비교되는 음악으로, 한 사람의 소리꾼이 장구 반주에 맞춰 배뱅이 이야기를 서도의 기본 음악 어법을 바탕으로 민요와 무가, 재담 등을 섞어 해학적으로 엮어낸다.

## 서울시 제공 자료
서도소리는 예로부터 대륙과 인접한 거친 풍토에서 북방 이민족과 겨루며 굳세게 살아온 관서지방 사람들의 생활 속에서 면면히 이어온 소리이다. 조선말기에 평양 소리꾼 허덕선(許德善)이 서도소리 잘 하기로 이름이 있었고 기밀경을 지어서 잘 불렀다 한다. 그 뒤 평안도 용강 소리꾼 김관준(金寬俊)의 뒤를 이어 김종조(金宗朝), 최순경(崔順慶), 이인수(李仁洙), 김칠성(金七星), 김주호(金周鎬), 김밀화주(金密花珠)와 같은 명창이 나서 일제 때까지 크게 불렸다. 김밀화주의 소리는 장학선(張鶴仙)이 이어 받았고, 그 뒤 김정연(金正淵,작고), 오복녀(吳福女,작고), 이은관(李殷官), 박정욱으로 이어오고 있다.
서도소리는 짧은 장절형식(章節形式)으로 된 민요, 긴 통절형식(通節形式)으로 된 잡가(雜歌), 한시(漢詩)를 읊은 시창(詩唱)으로 나눌 수 있다. 민요는 평안도 민요와 황해도 민요로 갈라진다.
평안도 민요로는 수심가(愁心歌)·엮은수심가·긴아리·잦은아리·안주애원성(安州哀怨聲) 등이 있으며, 황해도 민요로는 긴난봉가·잦은난봉가·병신난봉가·사설난봉가·산염불(山念佛)·자진염불·몽금포타령 등이 있다. 또 서도잡가로는 공명가(孔明歌)·사설공명가·초한가(楚漢歌)·제전(祭奠)·추풍감별곡(秋風感別曲) 등이 있으며, 시창(詩唱)과 비슷한 관산융마(關山戎馬), 배뱅이굿도 여기에 속하며, 공명가는 판소리 적벽가(赤壁歌) 중 제갈공명이 남병산(南屛山)에서 동남풍을 비는 대목의 사설을 서도소리 가락에 얹은 것이고, 산염불은 무가(巫歌)의 염불요(念佛謠)가 속요화(俗謠化)된 것으로 보인다.
이 중에서 수심가는 비교적 보편성을 띠고 있으며 전체 서도소리의 척도가 된다. 이 소리는 병자호란(丙子胡亂) 무렵에 성천(成川)의 명기(名妓) 부용(芙蓉)이 지은 것이라고 하지만 믿을 만한 근거는 없다. 조선초기부터 이 지방 사람들에게 벼슬길을 막아버리자 그 설움의 푸념으로 읊어진 넋두리였는지도 모른다. 관산융마는 영조 때 신광수(申光洙)의 공령시(功令詩)를 율조(律調)에 올려 부르는 소리로 서도 시창(詩唱)으로 볼 수 있다. 처음으로 읊은 사람은 평양 기생 모란(牡丹)으로 전하고 있으며, 그 성조(聲調)가 처량하고 우아하여 많은 기생들이 모창(倣唱)으로 널리 알려지게 되었다. 그러나 서도 본바닥 창곡가(唱曲家)가 아니면 그 진수를 꿰뚫지 못했던 것이다.
추풍감별곡은 작자 미상의 회장소설(回章小說) 추봉감별곡(秋鳳感別曲)에서 유래한 것으로, 창조(唱調)는 가사나 긴잡가처럼 고르게 다듬어진 장단과 변화성 있는 선율은 없으며, 구성지게 읊는 규방가사(閨房歌辭)의 성조(聲調)와 비슷하다고 볼 수 있다. 그러나 서도조의 처량함과 우아함을 겸유한 목소리가 아니면 부르기 어려운 소리이다. 그밖에 긴아리와 자진아리는 평안도 용강과 관서지방의 구전민요로서 토속적인 소박한 맛이 간직된 소리이다. 안주애원성은 평안도 안주지방에서 베를 짜기 위하여 실을 잦던 아낙네들이 부르던 노래라고 하는데, 함경도 민요 애원성과 구별하기 위하여 안주애원성이라 했다 하며, 부녀자들의 고달픈 생활에 대한 애환이 가사 속에 들어있어 밝은 내용의 소리는 아니지만 가락이나 장단면에서는 수심가나 긴아리보다도 오히려 경쾌한 맛을 보여 준다. 서도소리의 가락은 '수심가토리'라고 하여 대개 위에서부터 질러내면 위의 음은 흘러내리고, 가운데 음은 심하게 떨고 아래 음은 곧게 뻗는 특이한 선율 진행을 보여주고 있는 것이 특징이다. 이들 소리들을 느릿하게 부르면 구슬픈 느낌을 준다.

## 서도소리의 가락
서도소리의 가락은 '수심가토리'라고 하여 대개 위에서부터 질러내면 위의 음은 흘러내리고, 가운데 음은 심하게 떨고 아래 음은 곧게 뻗는 특이한 선율 진행을 보여주고 있는 것이 특징이다. 이들 소리들을 느릿하게 부르면 구슬픈 느낌을 준다.

## 참고자료
- 서도소리 - 국가유산청 국가유산포털

 본 문서에는 서울특별시에서 지식공유 프로젝트를 통해 퍼블릭 도메인으로 공개한 저작물을 기초로 작성된 내용이 포함되어 있습니다.